# Demetrios II. (Baktrien)

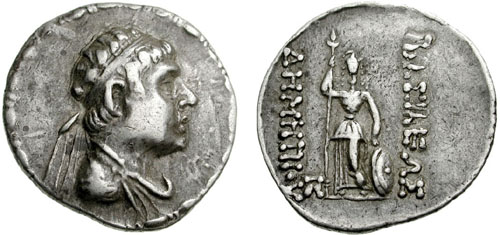
Münze Demetrios’ II.

Demetrios II. war ein griechisch-baktrischer König, von dem wenig bekannt ist und dessen Datierung umstritten ist. Die frühere Forschung setzte ihn in der Zeit um 180 v. Chr. an und sah in ihm einen Vasallenkönig und Sohn von Demetrios I. Neuere Untersuchungen setzen ihn jedoch eher später an und verweisen darauf, dass es von ihm keine Münzfunde aus Ai Khanoum gibt. Der Ort wurde um 145 v. Chr. zerstört, so dass der Herrscher danach oder nicht allzu lange davor regiert haben wird.